# Kiruru Kill Me
Kiruru Kill Me (きるる KILL ME?) è un manga del 2020 scritto e disegnato da Yasuhiro Kanō.

## Trama
Aoi Nemo è un facoltoso e geniale esperto in medicina, il quale si ritrova tuttavia innamorato di una completa sconosciuta, Kiruru Akaumi. Usando la sua fitta rete di conoscenze, scopre che la ragazza è un sicario – che tuttavia non aveva ancora ucciso nessuno, essendo in attesa del suo primo incarico – e, per niente impressionato dal "lavoro" della ragazza, decide di elaborare un piano contorto ma efficace: fare ottenere a Kiruru (sempre mantenendo il riserbo sulla propria identità) la missione di ucciderlo, così da poter passare più tempo insieme a lei. La giovane, dopo i primi insuccessi, prende l'assassinio di Aoi come una questione personale, e arriva a mettere in scena tentativi di omicidio sempre più elaborati, arrivando però a una situazione paradossale: lo salva infatti da altri assassini, per evitare che lo uccidano al suo posto. La ragazza, sfruttando un nome fasullo, inizia così ad avvicinarsi ad Aoi, il quale di conseguenza inizia a chiedersi se il suo piano riuscirà ad avere o meno il successo sperato.

## Manga

### Volumi
| Nº | Data di prima pubblicazione | Data di prima pubblicazione | Data di prima pubblicazione |
| Nº | Giapponese                  | Giapponese                  |                             |
| -- | --------------------------- | --------------------------- | --------------------------- |
| 1  | 4 giugno 2020               | ISBN 978-4-08-882368-3      |                             |
| 2  | 4 febbraio 2021             | ISBN 978-4-08-882554-0      |                             |
| 3  | 2 luglio 2021               | ISBN 978-4-08-882756-8      |                             |
| 4  | 4 marzo 2022                | ISBN 978-4-08-883064-3      |                             |
| 5  | 2 settembre 2022            | ISBN 978-4-08-883255-5      |                             |